# Rayonnement de fond
Ne doit pas être confondu avec Fond diffus cosmologique.
Le rayonnement ambiant (en anglais : background radiation) est le rayonnement ionisant omniprésent auquel les gens sur la planète Terre sont exposés. Ce rayonnement provient de sources naturelles et artificielles.
La composition et l'intensité des deux rayonnements ambiants (naturel et artificiel) varient selon l'emplacement et l'altitude.

## Exposition moyenne des personnes au rayonnement de fond
| Source des radiations               | Monde  | États-Unis | Japon | Remarques |
| ----------------------------------- | ------ | ---------- | ----- | --- |
| Inhalation d'air                    | 1,26   | 2,28       | 0,40  | Principalement le radon, dépend de l'accumulation dans les maisons. |
| Ingestion d'aliments et d'eau       | 0,29   | 0,28       | 0,40  | Potassium 40, carbone 14, etc. |
| Radiation provenant du sol          | 0,48   | 0,21       | 0,40  | Dépend du sol et des matériaux de construction. |
| Radiation provenant de l'espace     | 0,39   | 0,33       | 0,30  | Dépend de l'altitude. |
| Sous-total (sources naturelles)     | 2,40   | 3,10       | 1,50  | Des populations importantes reçoivent de 10 à 20 mSv. |
| Sources médicales                   | 0,60   | 3,00       | 2,30  | Les résultats mondiaux excluent la radiothérapie. Les résultats américains proviennent principalement de la tomodensitométrie (CT scan) et de la médecine nucléaire.                                                             |
| Éléments de consommation            | -      | 0,13       |       | Cigarettes, transport aérien, matériaux des immeubles, etc. |
| Essais nucléaires atmosphériques    | 0,005  | -          | 0,01  | Maximum de 0,11 mSv en 1963 et en déclin depuis ; plus élevé près des sites de test. |
| Exposition occupationnelle          | 0,005  | 0,005      | 0,01  | La moyenne mondiale pour tous les travailleurs est de 0,7 mSv, principalement due au radon dans les mines. La moyenne américaine est principalement due aux travailleurs médicaux et aux travailleurs des compagnies d'aviation. |
| Catastrophe nucléaire de Tchernobyl | 0,002  | -          | 0,01  | Maximum de 0,04 mSv en 1986 et en déclin depuis ; plus élevé près du site. |
| Cycle du combustible nucléaire      | 0,0002 |            | 0,001 | Jusqu'à 0,02 mSv près des sites ; excluant l'exposition occupationnelle. |
| Autres                              | -      | 0,003      |       | Industries, sécurité, médecine, éducation et recherche. |
| Sous-total (sources artificielles)  | 0,61   | 3,14       | 2,33  | |
| Total                               | 3,01   | 6,24       | 3,83  | millisieverts par année |

## Rayonnement de fond naturel
Les matières radioactives sont présentes dans la nature. Des quantités détectables de ces matières se trouvent naturellement dans le sol, les roches, l'eau, l'air et la végétation, à partir desquels elles sont inhalées et ingérées dans le corps.
En plus de cette exposition interne, les humains reçoivent également des radiations de sources externes à partir de matériaux radioactifs présents à l'extérieur du corps et du rayonnement cosmique provenant de l'espace.
La dose naturelle moyenne mondiale pour les humains est d'environ 2,4 millisieverts (mSv) par an. Ceci est quatre fois l'exposition moyenne mondiale artificielle au rayonnement, qui en 2008 représentait environ 0,6 mSv par an.
Dans certains pays riches, comme les États-Unis et le Japon, l'exposition artificielle est, en moyenne, supérieure à l'exposition naturelle, à cause d'un meilleur accès à l'imagerie médicale. En Europe, l'exposition au rayonnement de fond naturel moyen par pays varie de moins de 2 mSv par an au Royaume-Uni à plus de 7 mSv par an pour certains groupes en Finlande.

### Radiations provenant de l'air
La plus grande source de rayonnement naturel est le radon contenu dans l'air. Le radon est un gaz radioactif qui émane du sol. Le radon et ses isotopes, les radionucléides parents et leurs produits de désintégration contribuent tous à une dose inhalée moyenne de 1,26 mSv/an (millisievert par an). Le radon est inégalement réparti à la surface de la Terre, de sorte que des concentrations beaucoup plus élevées sont enregistrées dans certaines régions du monde où le radon représente un danger important pour la santé.
Des concentrations de plus de 500 fois la moyenne mondiale ont été trouvées à l'intérieur de bâtiments en Scandinavie, aux États-Unis, en Iran et en Tchéquie.
Le radon est un produit de désintégration de l'uranium, qui est relativement commun dans la croûte terrestre, mais plus concentrée dans certaines roches minéralisées dispersées dans le monde. Le radon suinte de ces minerais dans l'atmosphère ou dans l'eau souterraine ou s'infiltre dans les bâtiments. Le radon et ses produits de désintégration peuvent être inhalés dans les poumons où ils résident pendant une période de temps après l'exposition.
Bien que le radon soit présent naturellement dans l'environnement, l'exposition au radon peut être augmentée ou diminuée par l'activité humaine, notamment par les techniques de construction des maisons. Un sous-sol mal scellé dans une maison bien scellée peut entraîner l'accumulation de radon à l'intérieur de l'habitation, exposant ses résidents à des concentrations élevées. La construction généralisée de maisons étanches dans le monde industrialisé du Nord a fait du radon la principale source de rayonnement de fond dans certaines régions du nord de l'Amérique du Nord et de l'Europe. Comme il est plus lourd que l'air, le radon a tendance à s'accumuler dans les sous-sols et les mines. Une bonne étanchéisation et une bonne ventilation des sous-sols peuvent réduire l'exposition au radon. Certains matériaux de construction, par exemple le béton cellulaire[Lequel ?] contenant du alum shale, du phosphogypse ou du tuf volcanique italien, peuvent émettre du radon s'ils contiennent du radium et sont poreux aux gaz.
L'exposition au radon est indirecte. Le radon 222 (qui constitue la quasi-totalité du radon naturel) a une demi-vie courte (4 jours) et se désintègre en d'autres nucléides radioactifs solides. Ces particules radioactives peuvent être inhalées et rester logées dans les poumons, provoquant une exposition continue à la radioactivité. Le radon est la deuxième cause de cancer du poumon après le tabagisme, et cause 15 000 à 22 000 décès par cancer par an aux États-Unis.
La plus grande partie du rayonnement de fond atmosphérique est causée par le radon et ses produits de désintégration. Le spectre gamma montre des pics importants à 609, 1 120 et 1 764 keV, appartenant au bismuth 214, un produit de désintégration du radon. Le rayonnement de fond atmosphérique varie beaucoup selon la direction du vent et des conditions météorologiques. Une grande quantité de radon peut également être libérée à partir du sol de façon soudaine, puis former un nuage de radon pouvant se déplacer sur des dizaines de kilomètres.

### Radiations provenant de l'espace
La Terre et tous les êtres vivants sont constamment bombardés par des radiations provenant de l'espace. Ces radiations sont principalement constituées d'ions chargés positivement (des protons jusqu'aux ions de fer et même des ions d'atomes plus gros) provenant de sources extérieures à notre système solaire. Ce rayonnement interagit avec les atomes dans l'atmosphère pour créer une pluie de rayonnement secondaire, incluant des rayons X, des muons, des protons, des particules α, des pions, des électrons et des neutrons. À la surface de la Terre, le rayonnement cosmique est constitué en grande partie de muons, de neutrons et d'électrons, et son intensité varie dans les différentes régions du monde en fonction du champ magnétique terrestre et de l'altitude. Ce rayonnement est beaucoup plus intense dans la haute troposphère et est donc particulièrement préoccupant pour les équipages des compagnies aériennes et les passagers fréquents, qui passent de nombreuses heures par an dans cet environnement. Les équipages des compagnies aériennes reçoivent généralement une dose supplémentaire de radiation de l'ordre de 2,2 mSv par an.
De même, les rayons cosmiques provoquent plus l'exposition de fond chez les astronautes que chez les humains à la surface de la Terre. Les astronautes en orbite terrestre basse, comme dans la station spatiale internationale ou dans la navette spatiale, sont partiellement protégés par le champ magnétique terrestre, mais ils souffrent également des radiations de la ceinture de Van Allen qui résulte du champ magnétique terrestre et qui accumule les rayons cosmiques. En dehors de l'orbite terrestre basse, tel que constaté par les astronautes de la mission Apollo qui ont voyagé vers la Lune, ce rayonnement de fond est beaucoup plus intense, et représente un obstacle considérable à l'exploration humaine à long terme de la Lune ou de Mars.
Les rayons cosmiques provoquent également des transmutations dans l'atmosphère. Dans ces transmutations, le rayonnement secondaire généré par les rayons cosmiques se combine avec des noyaux atomiques dans l'atmosphère pour former différents nucléides. Plusieurs nucléides, appelés nucléides cosmogéniques, sont ainsi produits, mais le plus notable de ceux-ci est certainement le carbone 14 produit par des interactions avec des atomes d'azote. Ces nucléides cosmogéniques finissent par atteindre la surface de la Terre et peuvent être incorporés dans les organismes vivants.
La production de ces nucléides varie légèrement avec les variations à court terme dans l'intensité du flux de la radiation solaire, mais elle est considérée comme pratiquement constante sur de longues échelles de milliers d'années. La production constante et l'incorporation dans les organismes des atomes de carbone 14 sont les principes permettant la datation par le carbone 14 de matériaux biologiques anciens, tels que des objets en bois ou des restes humains.

### Radiations provenant de la terre
Par définition, les radiations provenant de la terre n'incluent pas les radiations provenant des êtres vivants. Les principaux radionucléides responsables des radiations terrestres sont le potassium, l'uranium, le thorium et leurs produits de désintégration, dont certains, comme le radium et le radon sont intensément radioactifs, mais sont produits à de faibles concentrations. La plupart de ces sources ont diminué depuis la formation de la Terre, en raison de la désintégration radioactive et parce qu'il n'y a pas d'apport significatif de ces substances en provenance de l'espace. Ainsi, la radiation actuelle sur la Terre de l'uranium 238 est seulement la moitié de ce qu'elle était à l'origine de la Terre en raison de sa demi-vie de 4,5 milliards d'années. La radiation du potassium 40 (demi-vie de 1,25 milliard d'années) est seulement 8 % de la radiation d'origine.
La radiation au-dessus de la mer ou des grandes étendues d'eau est environ un dixième de la radiation au-dessus de la terre ferme.

### Radiations provenant de la nourriture et de l'eau
Le potassium et le carbone, qui sont des éléments chimiques essentiels au corps humain, ont des isotopes radioactifs qui ajoutent considérablement à notre dose de rayonnement de fond. Un corps humain moyen contient environ 30 milligrammes de potassium 40 (40K) et environ 10 nanogrammes (10−8 g) de carbone 14 (14C). Le carbone 14 a une demi-vie de 5 730 ans.
Si on exclut la contamination interne causée par des matériaux radioactifs externes, la plus importante source d'exposition au rayonnement interne à partir des composants biologiques du corps humain est le potassium 40. La décomposition d'environ 4 000 noyaux de 40K par seconde fait du potassium la plus importante source de rayonnement en termes de nombre d'atomes en décomposition.
L'énergie des particules β produites par le 40K est environ 10 fois celle des particules β provenant de la décomposition du 14C. Ce dernier est présent dans le corps humain à un niveau de 3 700 becquerels avec une demi-vie biologique de 40 jours. La désintégration du 14C produit environ 1 200 particules β par seconde. Cependant, un atome de 14C est présent dans l'information génétique (ADN) de la moitié des cellules, tandis que le potassium n'y est pas présent. La désintégration d'un atome de 14C à l'intérieur de l'ADN d'une personne se produit environ 50 fois par seconde, changeant un atome de carbone en un atome d'azote.
La dose interne moyenne mondiale des radionucléides autres que le radon et ses produits de désintégration est de 0,29 mSv/an, dont 0,17 mSv/an provient du 40K, 0,12 mSv/an provient de l'uranium, du thorium et leurs produits de désintégration, et 12 µSv/an vient de 14C.

### Régions à fort rayonnement de fond naturel
Certaines régions ont un plus fort rayonnement de fond naturel que la moyenne. Les régions de rayonnement de fond naturel exceptionnellement élevé incluent Ramsar en Iran, Guarapari au Brésil, Karunagappalli (en) en Inde,  Arkaroola (en) en Australie-Méridionale et Yangjiang en Chine.
Le plus haut niveau de rayonnement purement naturel jamais enregistré à la surface de la Terre était de 90 µGy/heure sur une plage noire brésilienne (areia preta en portugais) composée de monazite. Ce taux équivaut à 0,8 Gy/an pour une année complète d'exposition ; cette mesure record n'a pas été reproduite et est omise des derniers rapports de l'UNSCEAR. Les plages touristiques à proximité, Guarapari et Cumuruxatiba ont des taux de rayonnement de 14 et 15 µGy/heure,.
Le plus haut rayonnement de fond dans une zone habitée se trouve à Ramsar, en raison principalement de l'utilisation d'une pierre locale calcaire naturellement radioactive comme matériau de construction. Les mille résidents les plus exposés reçoivent une dose de rayonnement moyenne de 6 mSv par an, six fois la dose limite recommandée de radiation de sources artificielles. Ils reçoivent de plus une dose de radiation substantielle du radon. Les niveaux de radiation records ont été trouvés dans une maison où la dose de radiation était de 131 mSv/an et la dose de radiation provenant du radon était de 72 mSv/an. Ce cas unique est plus de 80 fois le taux moyen mondial d'exposition humaine aux rayonnements naturels.
Des études épidémiologiques sont en cours pour identifier les effets sur la santé associés au niveau de radiation élevé à Ramsar. Il est beaucoup trop tôt pour en tirer des conclusions statistiquement significatives. Bien que, à ce jour, des preuves d'effets bénéfiques des rayonnements chroniques (comme une durée de vie plus longue) n'ont pas été observées, un effet protecteur et adaptatif est suggéré par au moins une étude dont, néanmoins, les auteurs mettent en garde que les données de Ramsar ne sont pas encore suffisamment fortes pour permettre d'augmenter les doses limites réglementaires existantes.

### Rayonnement de fond de neutrons
La majeure partie du rayonnement de fond de neutrons provient de l'interaction des rayons cosmiques avec l'atmosphère. Au niveau de la mer, la production de neutrons est d'environ 20 neutrons par seconde par kilogramme de matière en interaction avec les rayons cosmiques (ou, environ 100-300 neutrons par mètre carré par seconde).
Le flux de neutrons est fonction de la latitude géomagnétique, avec un maximum à environ 45 degrés. Aux minimums solaires, en raison du plus faible blindage du champ magnétique solaire, le flux est deux fois plus élevé que lors des maximums solaires. Le flux augmente de façon spectaculaire au cours des éruptions solaires.
Dans le voisinage de gros objets lourds, par exemple, des bâtiments ou des navires, la mesure du flux de neutrons est plus élevée. Ce phénomène est connu sous le nom d'effet de navire parce qu'il a été détecté pour la première fois à bord des navires en mer.

## Rayonnement de fond artificiel

### Rayonnement provenant de source médicale
L'exposition humaine moyenne mondiale aux rayonnements de source médicale est de 0,6 mSv/an. Cette exposition est principalement due à l'imagerie médicale. La composante médicale du rayonnement varie beaucoup en fonction des pays. Par exemple, l'exposition moyenne est de 3 mSv par an par personne aux États-Unis.

### Rayonnement provenant d'articles de consommation
Les cigarettes contiennent du polonium 210, provenant des produits de désintégration du radon, qui s'échappe du sol et colle aux feuilles de tabac. Les gros fumeurs reçoivent une dose de rayonnement de 160 mSv/an à des points localisés aux bifurcations des bronches. Cette dose n'est pas de même nature que la dose limite de radioprotection, car les fumeurs reçoivent ce rayonnement à des endroits localisés alors que la dose limite de radioprotection s'applique au corps entier.

### Rayonnement provenant d'essais nucléaires atmosphériques
De fréquentes explosions nucléaires au-dessus du sol des années 1940 jusqu'aux années 1960 ont dispersé une quantité substantielle de contamination radioactive. Une partie de cette contamination est locale, ce qui rend les environs immédiats des sites d'explosion hautement radioactifs. Une autre partie de cette contamination a voyagé sur de longues distances avant de rejoindre le sol sous forme de retombées radioactives. Ces dernières se retrouvent dans le monde entier.
L'augmentation du rayonnement de fond en raison de ces tests a culminé en 1963 à environ 0,15 mSv par an dans le monde, soit environ 7 % de la dose moyenne de rayonnement de fond de toutes les sources. Le Traité d'interdiction partielle des essais nucléaires interdit maintenant les tests hors-sol. Conséquemment, en l'an 2000, la dose résiduelle de rayonnement dans le monde entier due aux essais nucléaires a diminué à seulement 0,005 mSv par an.

### Rayonnement provenant d'exposition occupationnelle
La Commission internationale de protection radiologique (CIPR) recommande de limiter l'exposition professionnelle à 50 mSv par an, et 100 mSv pour 5 ans.
Lors d'une conférence de l'Agence internationale de l'énergie atomique (AIEA) en 2002, il a été recommandé que les doses professionnelles sous 1-2 mSv par an ne justifient pas un examen réglementaire.

### Rayonnement provenant d'accidents et de catastrophes nucléaires
Dans des circonstances normales, les réacteurs nucléaires rejettent de petites quantités de gaz radioactif, qui causent des expositions négligeables aux rayonnements. À ce jour, il n'y a eu que deux catastrophes civiles nucléaires qui ont causé une contamination importante : la catastrophe de Tchernobyl et celle de Fukushima. La catastrophe de Tchernobyl a été la seule à provoquer des décès immédiats.
Les doses totales de radiation de la catastrophe de Tchernobyl ont varié de 10 à 50 mSv sur plus de 20 ans pour les habitants des zones touchées, la plus grande partie de ces radiations ayant été reçue dans les deux ou trois années suivant la catastrophe. Les employés qui sont intervenus pour contenir les radiations ont reçu des doses de plus de 100 mSv. Vingt-huit personnes sont décédées du syndrome d'irradiation aiguë.
Les doses totales de radiation à la suite de l'accident de Fukushima ont varié de 1 à 15 mSv pour les habitants des zones touchées. 167 travailleurs de nettoyage ont reçu des doses supérieures à 100 mSv/an, 6 d'entre eux recevant plus de 250 mSv (la limite d'exposition pour les travailleurs japonais d'intervention d'urgence).
La dose moyenne de radiation de l'accident nucléaire de Three Mile Island était de 0,01 mSv.
Accidents non civils : en plus des accidents civils décrits ci-dessus, plusieurs accidents dans les premières usines de fabrication d'armes nucléaires ont relâché des radiations importantes dans l'environnement : l'incendie de Windscale, la contamination de la rivière Tetcha par les déchets nucléaires du Complexe nucléaire Maïak et la catastrophe nucléaire de Kychtym au même complexe. L'incendie de Windscale a entraîné des doses de radiation à la glande thyroïde de 5 à 20 mSv pour les adultes et de 10 à 60 mSv pour les enfants. Les doses de radiation des accidents du Mayak sont inconnues.

### Rayonnement provenant du cycle naturel du combustible nucléaire
La Commission de réglementation nucléaire des États-Unis, l'Environmental Protection Agency, et d'autres organismes américains et internationaux exigent que les titulaires de permis d'exploitation de centrale nucléaire limitent l'exposition du public aux rayonnements à 1 mSv par an.